# Partido Socialista da Esquerda
O Partido Socialista da Esquerda (Sozialistische LinksPartei) é um partido político socialista em Áustria. O partido foi fundado em 2000.
O líder do partido é Sonja Grusch. O partido publica Vorwärts.
Nas Eleições legislativas austríacas de 2006 o partido recebeu 2 136 votos (0.05%). Mas o partido não ganhou nenhum assento no parlamento.